# Antti Niemi (ingenjör)
Antti Johannes Niemi, född 15 september 1928 i Tammerfors, död 7 april 2009 i Grankulla, var en finländsk ingenjör och teknisk forskare. 
Niemi blev student 1947, diplomingenjör vid Tekniska högskolan i Helsingfors 1954 samt teknologie licentiat 1964 och teknologie doktor vid Uleåborgs universitet 1966 (ultimus 1972). Han tjänstgjorde 1955–1962 inom industrin, undervisade 1962–1969 i reglerings- och systemteknik vid Uleåborgs universitet (professor 1967–1969) och var 1969–1994 professor i regleringsteknik vid Tekniska högskolan i Helsingfors. Han var 1974–1977 forskarprofessor och 1979–1983 forskningsprofessor vid Statens tekniska forskningscentrals elektrotekniska laboratorium. Bland talrika förtroendeuppdrag märks ordförandeskapet i försvarets vetenskapliga delegation 1977–1981 och i Professorsförbundet 1983–1984.
Niemi var också ordförande för Policy Committee för International Federation of Automatic Control 1975 och för den internationella programkommittén för IFAC:s kongress 1978.